# Three Men and a Comic Book
"Three Men and a Comic Book" är avsnitt 21 från säsong två av Simpsons och sändes på Fox i USA den 9 maj 1991. I avsnittet vill Bart köpa första numret av Radioactive Man för 100 dollar. Då han inte har råd börjar han jobba men han får inte ihop tillräckligt med pengar. Efter att han träffat Martin och Milhouse köper de tillsammans serietidningen men de har svårt att dela med sig och till slut förstörs tidningen. Avsnittet skrevs av Jeff Martin och Wes Archer. Cloris Leachman gör rösten till Mrs. Glick och Daniel Stern gör Barts vuxna berättarröst. Avsnittet innehåller flera referenser till serietidningar och har blivit hyllat av kritiker för sin referens till Sierra Madres skatt. Avsnittet var det mest sedda på Fox den veckan det sändes.

## Handling
Bart besöker en serietidningsmässa, efter att först ha misslyckas att komma in för halva priset utklädd till Bartman. Bart upptäcker där att Comic Book Guy säljer det första numret av Radioactive Man för 100 dollar. Bart vill ha det men har inte råd, så han försöker be sina föräldrar om pengar, men de vill inte ge honom några. De föreslår istället att han kan börja jobba, och han börjar arbeta i trädgården hos grannen Mrs. Glick. Bart trivs inte med jobbet men gör det för pengarna, men då han senare får sin lön får han bara 50 cent vilket upprör honom, han försöker få mer pengar av Mrs. Glick men hon ger honom inget mera. Bart går till serietidningsbutiken där han försöker pruta ner priset på tidningen till 35 dollar, då det är allt han har, men Comic Book Guy vägrar sänka priset. Milhouse och Martin Prince är också där, Martin försöker köpa tidningen för 40 dollar men Milhouse är mer intresserad av en samlarbild av Carl Yastrzemski för 25 dollar.
Bart får då en idé att de tre ska gå samman då de har 100 dollar ihop, och de köper tidningen. Efter köpet får de problem att bestämma vem som ska ha hand om tidningen. De bestämmer sig för att Bart får ha tidningen måndagar och torsdagar, Milhouse på tisdagar och fredagar och Martin på onsdagar och lördagar. Söndagar bestäms genom en slumpgenerator. Martin får 1 och 3, Milhouse får 4 och 6 och Bart 7 och 9. Skulle det bli en nolla blir det sten, sax och påse i bäst av tre av fem. Barnen blir paranoida under natten och tror att de andra vill sno tidningen och behålla den för sig själva. Det börjar storma ute då de börjar bråka med varandra. De börjar med att binda fast Martin då han gå upp för att gå på toaletten, eftersom Bart och Milhouse tror att han vill sno tidningen. Bart och Milhouse försöker då komma överens om vem som ska vakta honom, men de tror att den som vaktar kommer sno tidningen. Milhouse börjar rulla ut över kanten i trädkojan då de börjar bråka, men Bart räddar honom från att ramla ner. Samtidigt tar vinden tag i tidningen och den är på väg att blåsa bort så Bart måste bestämma sig för vilket som är viktigast, Milhouse eller tidningen. Han väljer att rädda Milhouse först och kommer för sent för att rädda tidningen som flyger iväg till den leriga marken där hunden förstör tidningen innan blixten träffar den. På morgonen är barnen ledsna över att de inte kom överens, de kämpade hårt men fick inget för mödan men de hoppas de lärt sig något nu.

## Produktion
Avsnittet skrevs av Jeff Martin och regisserades av Wes Archer. Några av rollfigurerna i serien som medverkar för första gången i avsnittet är Comic Book Guy, Mrs. Glick, Radioactive Man, Fallout Boy och Bartman. Comic Book Guy baseras på en föreståndare för en seriebutik i Los Angeles, som enligt George Meyer ofta satt på hög pall för att visa att han bestämde över butiken, han hade en högdragen attityd och åt bakom disken. Enligt Matt Groening har flera personer sagt åt honom att de vet vem som Comic Book Guy är baserad på, men alla har svarat olika personer så han har svarat dem att rollen är baserad på alla seriebutiksägare i USA.
Hank Azaria fick göra Comic Book Guys röst och baserade det på en student från sitt college. Mrs. Glick baserades på en kvinna som Martin och hans bror jobbade för då de var yngre. De tyckte också att de fick för lite pengar för flera timmars jobb, de fick också 50 cent. Cloris Leachman fick göra rösten till Mrs. Glick. I avsnittet finns en parodi på En härlig tid då Bart inser att han måste börja jobba och man hör Bart som vuxen berätta om hur den händelsen förändrade hans barndom. Daniel Stern fick göra den rösten, som han gjorde för Kevin i den serien. Enligt Mike Reiss blev Stern glad över att få medverka i serien och inspelningen tog bara några minuter för honom. David M. Stern som är en författare i Simpsons hade även arbetat med En härlig tid och fick hjälpa till med scenen för att få referenserna att bli rätt.

## Kulturella referenser
I avsnittet berättar Lisa att hon gillar Casper, det snälla spöket då hon och Bart pratar om serietidningar. De jämför honom med  Richie Rich och börja tro att Casper är hans vålnad. I avsnittet får man reda på Radioactive Mans ursprung som baserades på Hulken.
Radioactive Mans dödsorsak är en referens till George Reeves död. Då Bart ber Homer om pengar för att köpa serietidningen uttalar Homer Michelangelo fel då han frågar vem som ritat den. I avsnittet får man se en Radioactive Man-reklamfilm för Laramie cigaretterna som är en referens till en reklamfilm för Familjen Flinta. Då Bart ber Mrs. Glick att inte få jod på sin arm men ändå får det, visas det i en silhuett som en referens till Borta med vinden. Anklagelsen och misstänksamheten som växer mellan pojkarna liknar handlingen i Sierra Madres skatt. Då Bart kallar Martin för "Piggy" och hotar att stoppa ett äpple i hans mun är det en referens till Flugornas herre. Då Bart räddar Milhouse är det en referens till Sabotör.

## Mottagande
Avsnittet hamnade på plats 23 över mest sedda program under veckan med en Nielsen ratings på 12,9, vilket betyder 12 miljoner hushåll och det blev mest sedda på Fox under veckan. Avsnittet var det första som hade fler tittare än Cosby.  Hos DVD Movie Guide har Colin Jacobson gillat avsnittet och dess användning av flera nya rollfigurer och anser att det bara är "Bart the Daredevil" som är bättre den säsongen. I avsnittet växer Bart och hans psykiska sammanbrott i tredje akten är rolig. "Three Men and a Comic Book" har av IGN utsetts till det bästa avsnitt i andra säsongen. I boken I Can't Believe It's a Bigger and Better Updated Unofficial Simpsons Guide har Warren Martyn och Adrian Wood skrivit att även om du inte har en passion för serietidning och köparnas beteende passar en del av skämten även för dig. Doug Pratt på Rolling Stone anser att avsnittet inte är tillräckligt inspirerat och anser att referensen till En härlig tid är meningslös.
"Three Men and a Comic Book" är Bryce Wilson från Cinema Blends favorit från säsongen. Wilson gillar avsnittet för dess kulturella referenser. Hos Surrey Now har Michael Roberd hyllat avsnittet för dess parodi på Sierra Madres skatt och anser att den är en av den smartaste filmparodin i ett typiskt Simpsons-avsnitt. Colin Kennedy från Empire har utsett avsnittets referenser till Sierra Madres skatt som den nionde bästa i seriens historia då 90 procent av tittarna skrattar åt det. Avsnittets referens till Sabotör har hamnat på plats 25 över bästa filmreferensen i seriens historia hos Total Films Nathan Ditum.